# Wally Herger
Walter William Herger , Jr., detto Wally (Yuba City, 20 maggio 1945), è un politico statunitense, membro della Camera dei Rappresentanti per lo stato della California dal 1987 al 2013.

## Biografia
Di origini svizzere, Herger lasciò gli studi universitari dopo un anno per lavorare nell'azienda petrolifera di famiglia.
Negli anni settanta si unì al Partito Repubblicano e nel 1980 venne eletto all’Assemblea di stato della California. Nel 1986 lasciò l'incarico per candidarsi alla Camera dei Rappresentanti e riuscì a conquistare un seggio.
Negli anni seguenti Herger venne riconfermato dagli elettori per altri dodici mandati.
Herger si configura come un repubblicano molto conservatore ed è membro del Tea Party.
Nel 2012 annunciò la sua intenzione di non ricandidarsi per un altro mandato a novembre, ritirandosi quindi dopo ventisei anni di servizio al Congresso.